# Chicago (rzeka)
Chicago – system rzek i kanałów o łącznej długości 251 km w Chicago w stanie Illinois. Rzeka Chicago jest rzadkim przykładem cieku wodnego, którego naturalny bieg został odwrócony przez człowieka. Płynie przez miasto Chicago, w tym przez jego centrum Chicago Loop, stanowiąc ważną drogę wodną łączącą Wielkie Jeziora Północnoamerykańskie i rzekę Missisipi.

## Historia

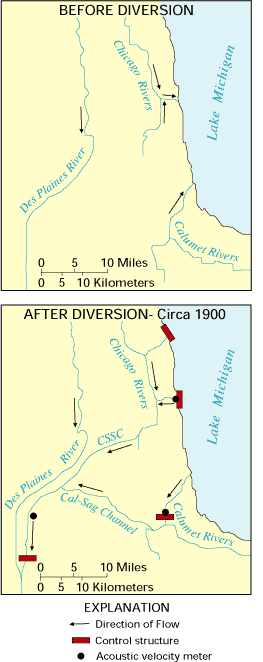
System tam i zapór, który pozwolił na odwrócenie biegu rzeki; CSSC – Chicago Sanitary and Ship Canal, kanał przecinający dział wód

Do roku 1900 rzeka Chicago była dopływem jeziora Michigan, które zaopatrywało miasto w wodę pitną. Coraz bardziej zanieczyszczona rzeka, na skutek głównie dynamicznego rozwoju przemysłu oraz braku odpowiednich systemów kanalizacyjnych, przenosiła nieczystości do jeziora, co było jedną z głównych przyczyn wybuchu w 1885 roku epidemii cholery. W 1887 roku Walne Zgromadzenie Rady Illinois zatwierdziło pomysł odwrócenia biegu rzeki przy wykorzystaniu najnowszych technologii inżynierii wodnej i lądowej. W 1889 roku powołano Wydział Sanitarny Miasta Chicago, który nadzorował prace, doprowadzające do całkowitego zawrócenia biegu rzeki.
Udało się to dzięki zbudowaniu nowego kanału – Chicago Sanitary and Ship Canal – o długości 48 km, minimalnej szerokości 50 m i minimalnej głębokości 2,7 m, prowadzącego z południowej odnogi rzeki Chicago do rzeki Des Plaines i przecinającego pasmo niskich wzgórz, tworzących dział wód między dorzeczem jeziora Michigan, a rzeką Missisipi, której dopływem jest Des Plaines. System śluz wodnych reguluje ilość wody wypływającej z jeziora. System ten funkcjonuje do dzisiaj; w 1999 roku Amerykańskie Towarzystwo Budownictwa Cywilnego zostało wyróżnione tytułem Civil Engineering Monument of the Millennium.
W 1990 roku rzeka i system kanałów zostały oczyszczone na polecenie burmistrza Richarda M. Daleya.

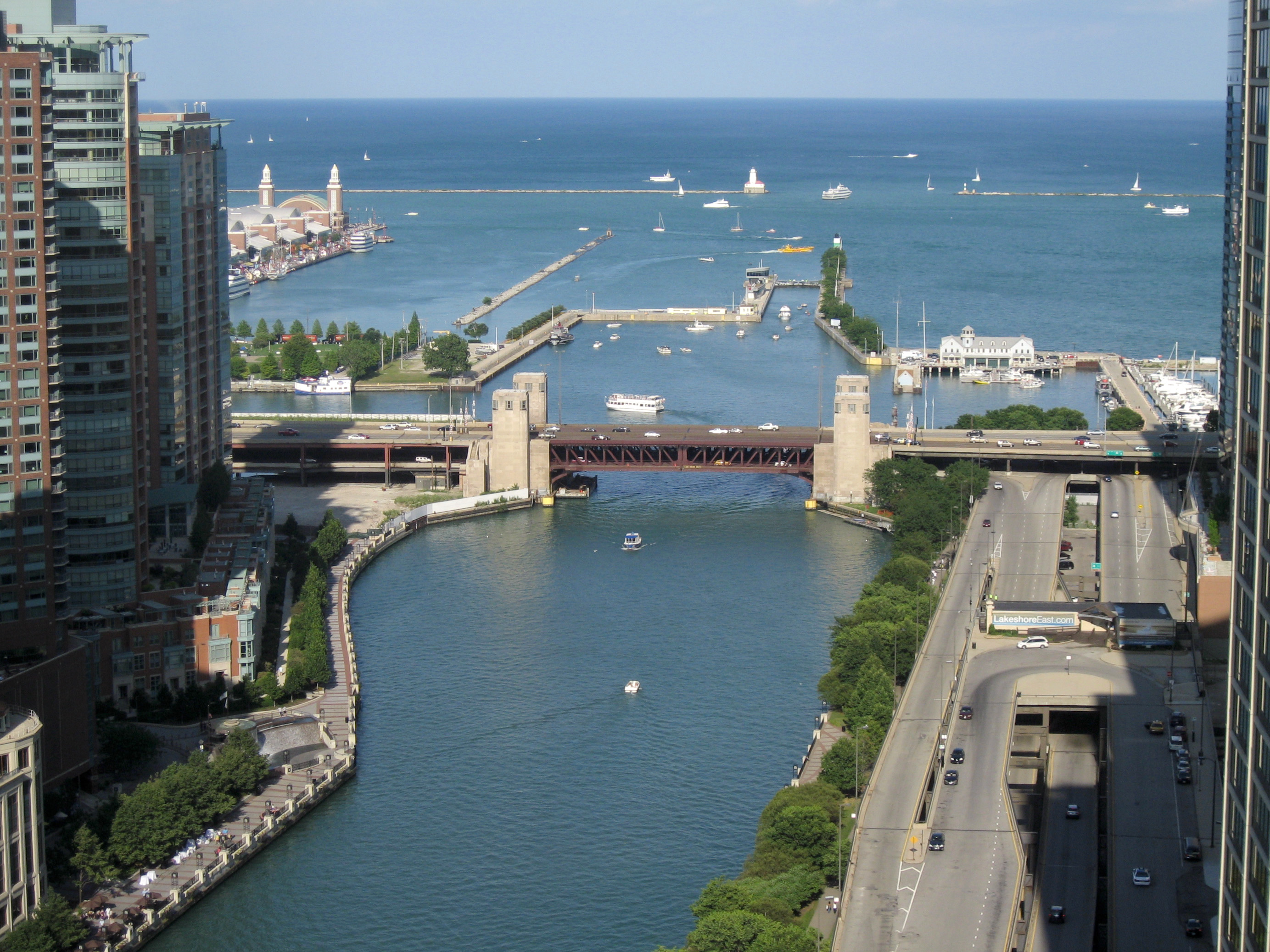
Rzeka Chicago i jezioro Michigan
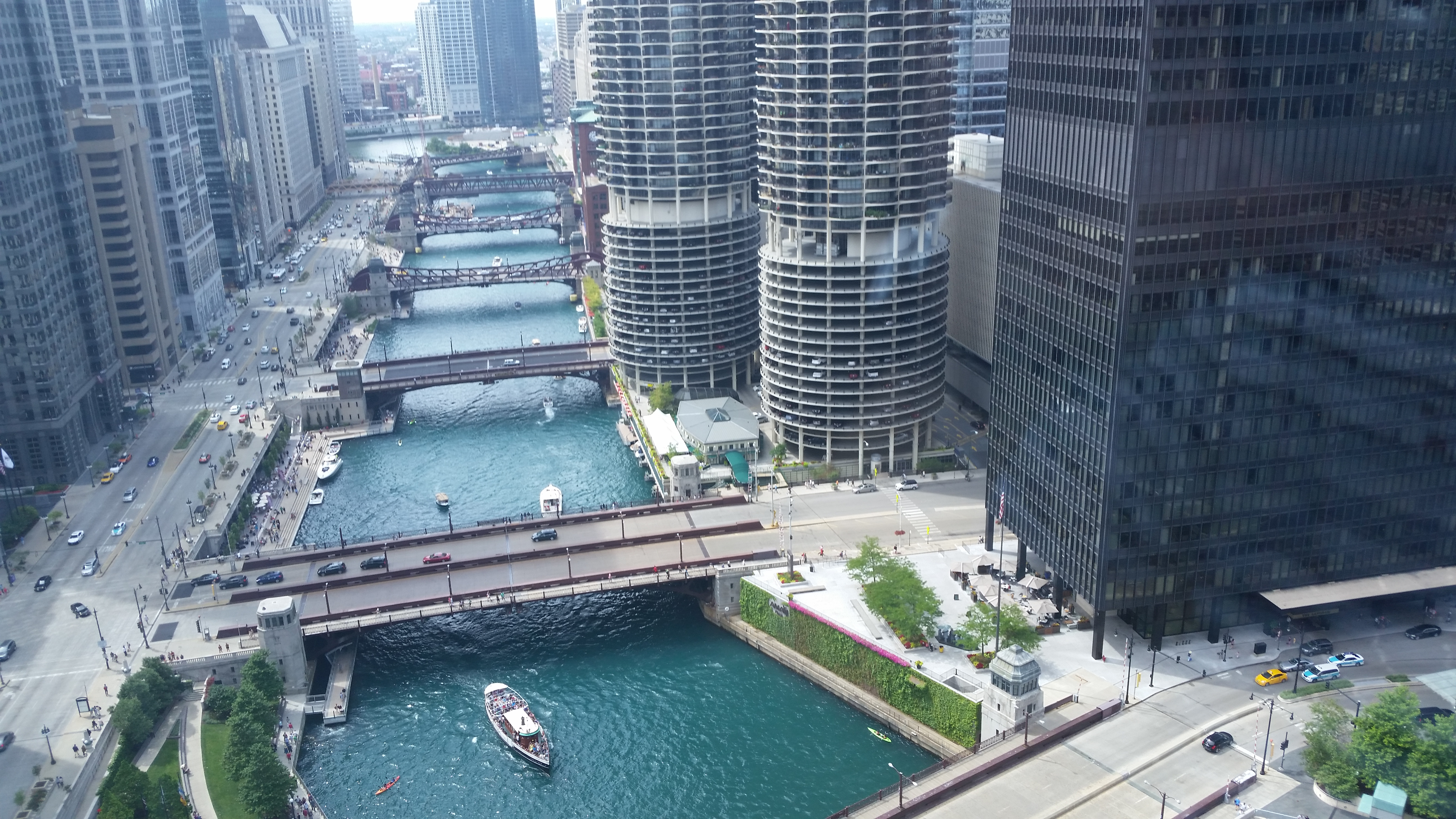
Rzeka Chicago
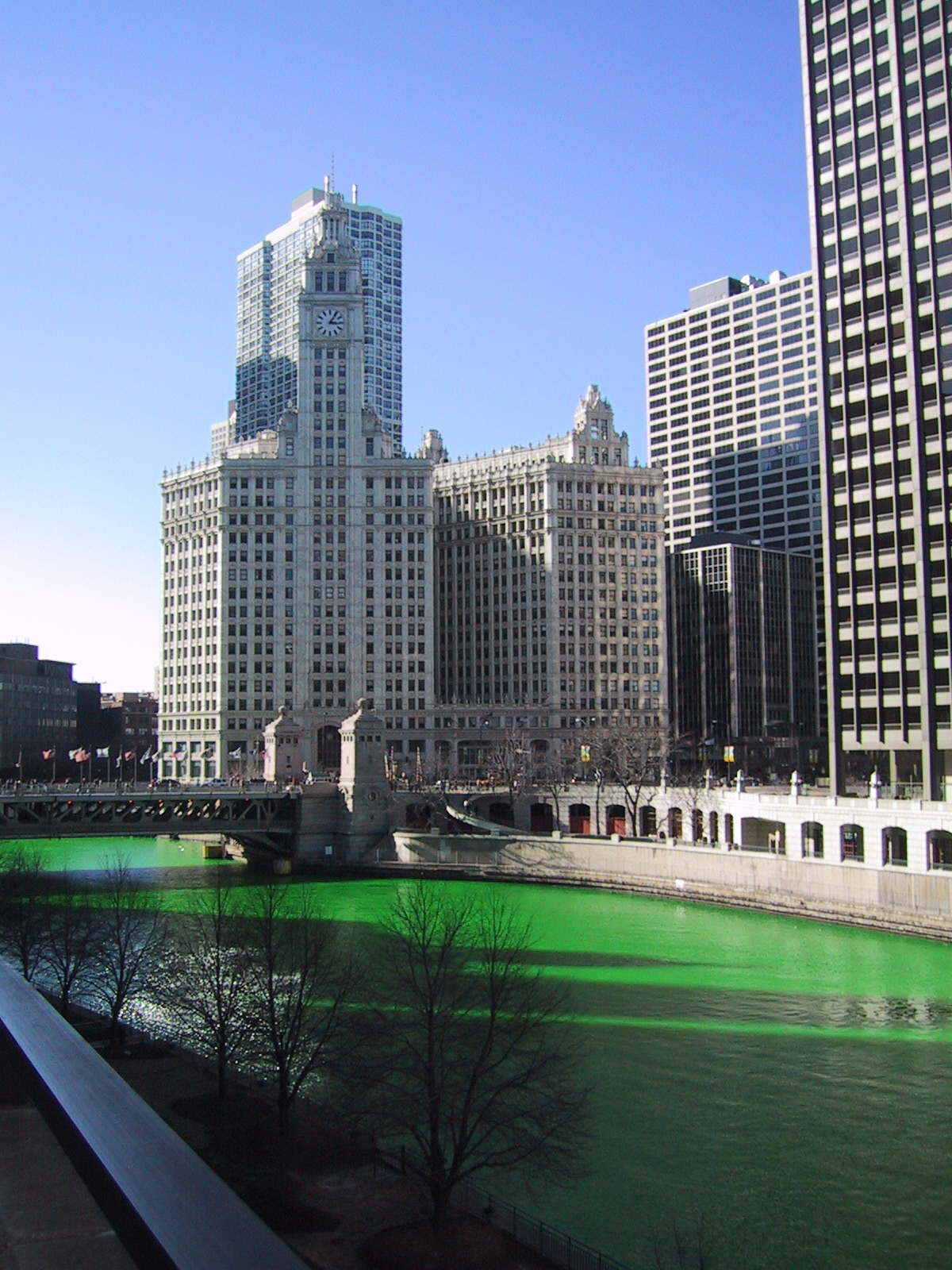
Rzeka Chicago zabarwiona na zielono podczas obchodów Dnia Świętego Patryka
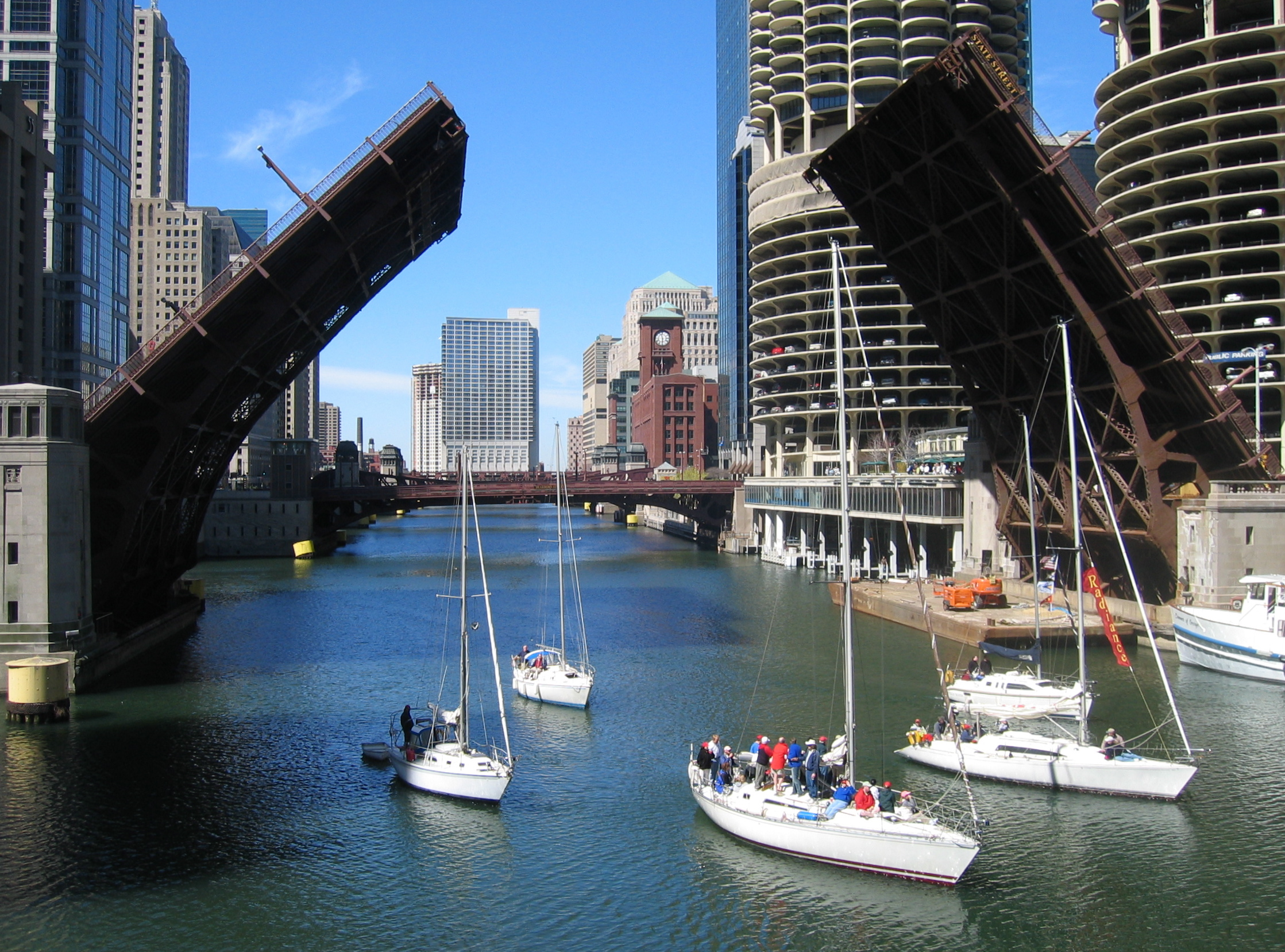
Most zwodzony na State Street